# Amél-Marduk
Amél-Marduk, nazývaný Evil-Merodak v Bibli, byl synem a nástupcem Nabukadnesara II., krále babylonského, a byl třetím králem z chaldejské (novobabylonské) dynastie.
Byl u moci pouhé dva roky (562–560 př. n. l.). Podle biblické 2. knihy královské byl vlídný k Joachinovi, králi Judského království, udělil mu milost a propustil ho ze zajetí, v kterém byl Joachin držen celých 37 let. (2. Král. 25:27). Údajně pro nedodržování politiky svého otce byl Amél-Marduk zavražděn svým švagrem Nergal-Šarezerem (Neriglissarem), který se poté ujal trůnu.